# 周岐
周岐（？—17世紀），字農父，安慶府桐城縣人，明朝、南明政治人物。

## 生平
周歧是復社成員之一，崇禎年間得孫晉以功貢進入北京，上書述說時事得失；馮元颺推薦加入孫晉軍隊，很快獲授開封推官，跟隨陳潛夫出兵。其後他曾加入史可法、楊文驄軍隊，在龍泉召集忠義加入軍隊，收復杭州。南明滅亡後，周歧不接受陳名夏引薦其詩歌雄奮；他的詩歌感情雄壯，和方以智、錢秉鐙不相伯仲，兒子周煊則是清朝歲貢。

## 引用
1. 1 2  錢海岳《南明史·卷四十七·列傳第二十三》：歧，安【字】農父，桐城人。早名復社，以貢入京師，上書言時事得失，馮元颺薦參孫晉軍，尋授開封推官，從陳潛夫河上。
2. ↑  康熙《桐城縣志·卷三·選舉》：辟舉……周岐 宣大巡撫孫晉薦功貢
3. ↑  錢海岳《南明史·卷四十七·列傳第二十三》：明年（隆武二年），晉（楊）文驄尚書，總督浙閩。與周歧移軍龍泉，號召忠義，恢復錢塘。……遷僉事，歷參史可法、文驄軍。國亡，陳名夏屢薦不起。其詩歌雄奮，與方以智、錢秉鏡相伯仲。子煊，歲貢。